# Секс по телефону
Секс по телефо́ну — різновид віртуального сексу, який полягає в сексуальній бесіді двох або більше людей по телефону, під час якої хоча б один з учасників мастурбує або віддається приємним сексуальним фантазіям.

## Історія
Зважаючи на деякі особливості операторів зв'язку, послуги сексу по телефону спочатку здійснювалися шляхом дзвінка на міжнародний номер. Найчастіше на номери якої-небудь невеликої країни в Південній Америці. І природно, що той, хто телефонує, при цьому оплачував сам міжнародний дзвінок.
Починаючи з 2002 року, з розвитком послуг мобільного зв'язку, секс по телефону, так само, виявився доступним і для власників мобільних телефонів. Для цього тепер не доводилося дзвонити на звичайні номери — кількість цифр у номері обмежується 4-5 цифрами. Шириться й кількість послуг сексу по телефону. Тепер можна вибирати: з ким із дівчат буде розмова, кількість учасниць бесіди, «твердість» розмови й найголовніше — ціни за хвилину. Зрозуміло, що при дешевших тарифах буде низький рівень розмови, проте жорстка конкуренція фірм, що надають послуги, змушує боротися за якість. Дівчата в кол-центрах почали проходити підготовку, набуваючи, крім обов'язкового красивого голосу, психологічних навичок, дозволяючи абоненту розслабитися під час бесіди. Приблизно в той же час в інтернеті поширились так звані «Партнерські програми» «секс-по-телефону», що дають можливість додаткового заробітку власникам великих ресурсів, за допомогою реклами номерів сексу по телефону та інших еротично-розважальних сервісів.

## Форми
- Секс по телефону можуть практикувати коханці, розділені відстанню.
- Секс по телефону може бути платною послугою.
- Секс по телефону може набувати багатьох форм, включаючи (але, не обмежуючись): накази, розповідь і прохання сексуального характеру; анекдоти і відверті історії з особистого життя; щирий вираз сексуальних почуттів і любові; обговорення дуже індивідуальних і чутливих сексуальних тем; або розмова двох людей, які слухають один одного і мастурбують.

## Секс-індустрія
Часто запити клієнтів містять такі теми, які клієнт не може реалізувати при зустрічі з реальною жінкою через моральні, законодавчі, психологічні або фізичні причини. Політика операторів сексу по телефону може дозволяти реалізовувати деякі або всі бажання клієнтів, що може бути відображено в рекламній кампанії «ніяких заборон», «ніякого табу». Працівники сексу по телефону таким чином забезпечують вихід таких незвичайних фантазій без наслідків поза плати, залученої в обмін.
Всупереч рекламі, телефоністки не розмовляють оголеними, якщо це не потрібно для трансляції в ефір, і, через цей факт, часто не є фотомоделями, яких зазвичай знімають для реклами цих послуг. Існує розхожа серія міфів про те, що оператори сексу по телефону мають сувору, далеку від модельної, зовнішність: вражаючий вік, волосся над верхньою губою й обов'язковий набір спиць для в'язання. У подібного роду професії, дійсно, не потрібно модельна зовнішність. Проте, якщо вдуматися, зібрати разом таку кількість стереотипів просто неможливо.
Згідно з даними Family Safe Media, на секс по телефону люди витрачають 4,5 мільярди доларів щорічно (приблизно 0,01 % сукупного ВВП).

## Фізичний контакт
Секс по телефону не включає прямий фізичний контакт. Однак можуть бути застосовані вібратори та мастурбатори, керовані дистанційно. Фізичним контактом можна назвати голос, що передається по аудіо- або відеоапаратурою, все інше входить у поняття сексу як такого.